# جوناثان كرافت
جوناثان كرافت (بالإنجليزية: Jonathan Kraft) هو خبير مالي أمريكي، ولد في 4 مارس 1964 في بروكلين في الولايات المتحدة.